# Johann Gottlieb Friedrich von Bohnenberger

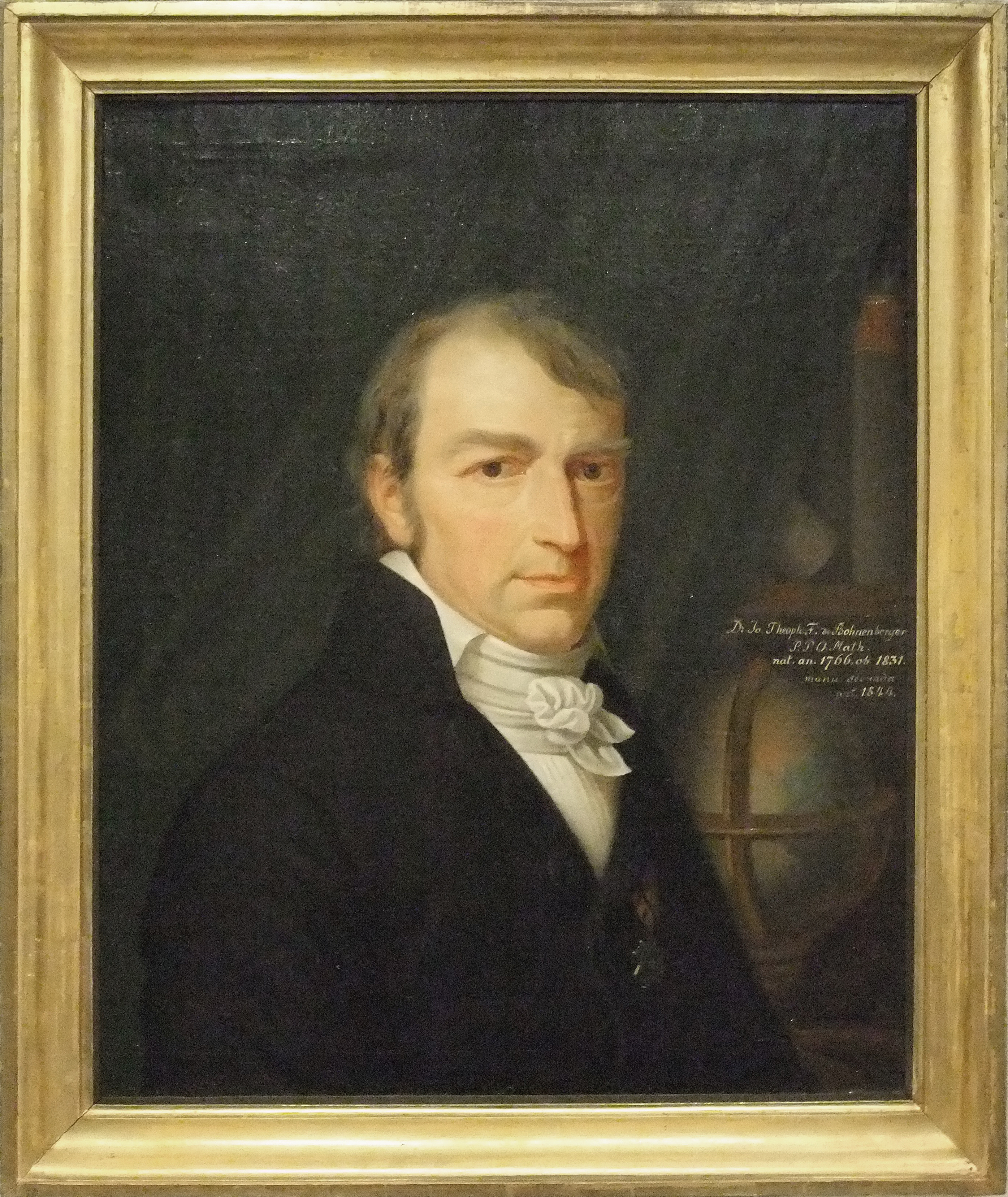
Bildnis des Johann Gottlieb Friedrich von Bohnenberger, 1844, nach einem Gemälde, Öl auf Leinwand, von Heinrich Leibnitz, Bestand der Tübinger Professorengalerie

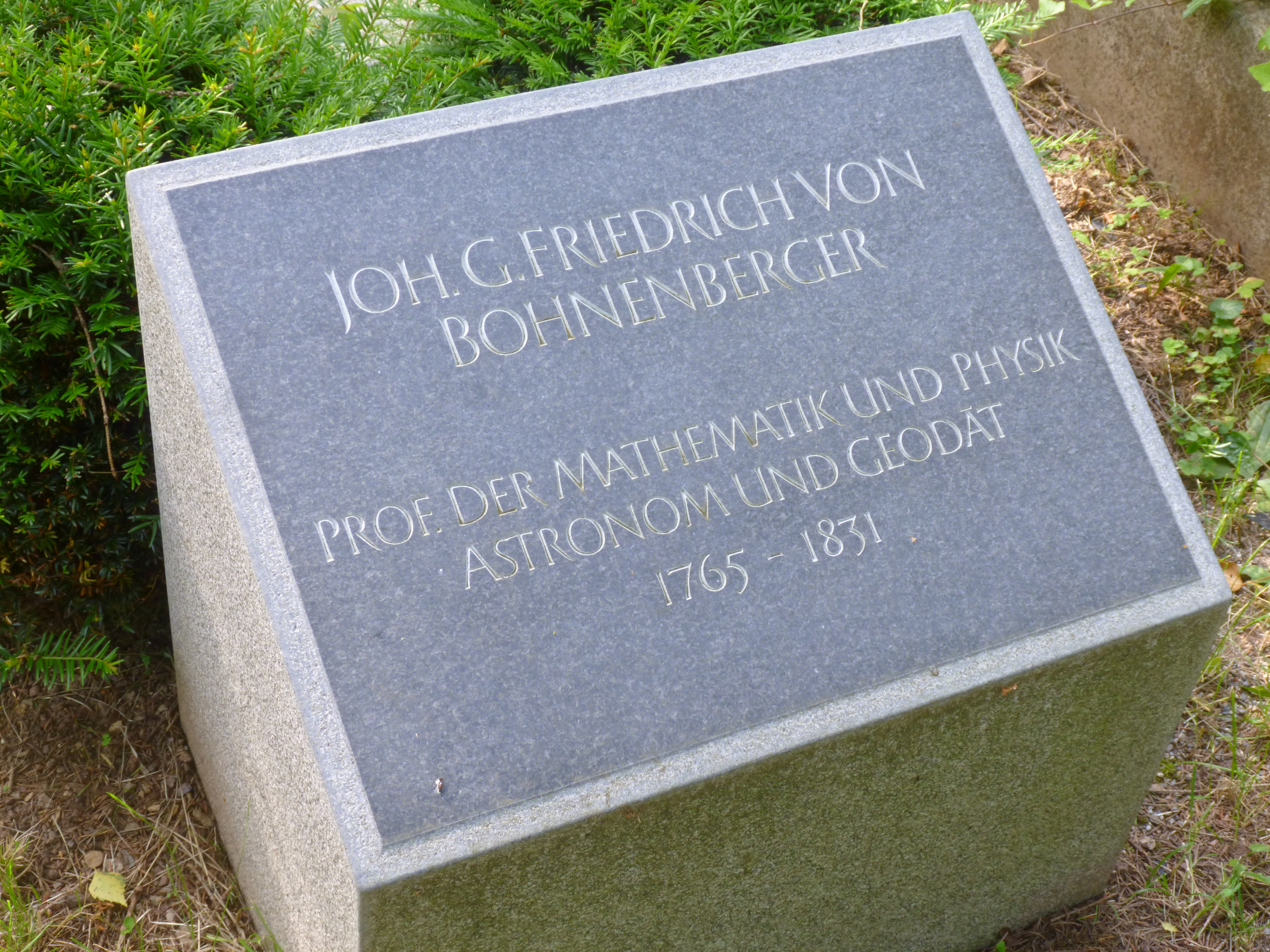
Grabstein auf dem Stadtfriedhof Tübingen

Johann Gottlieb Friedrich Bohnenberger, ab 1813 von Bohnenberger (* 5. Juni 1765 in Simmozheim (Herzogtum Württemberg); † 19. April 1831 in Tübingen, Königreich Württemberg), war ein deutscher Astronom, Mathematiker und Physiker. Er spielte eine wichtige Rolle in der Entwicklung der Geodäsie.

## Leben
Johann Gottlieb Friedrich von Bohnenberger ist der Sohn des Pfarrers und Maschinenbauers Gottlieb Christoph Bohnenberger. Vater und Sohn sind Erfinder zweier vollkommen unterschiedlicher Apparate, die beide Bohnenberger-Maschine heißen.

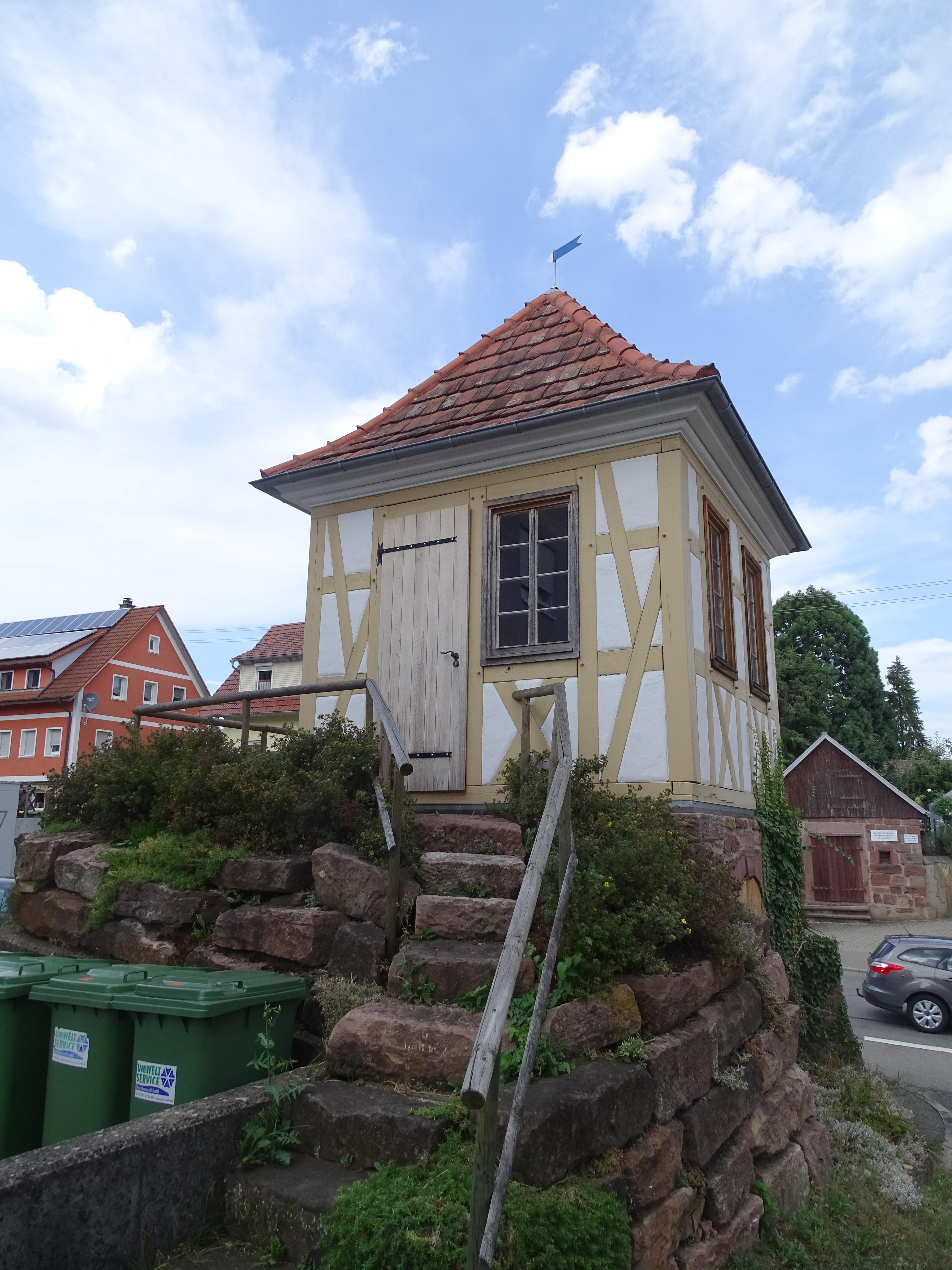
Bohnenbergers Observatorium in Altburg

Bohnenberger studierte in Tübingen und wurde 1789 Pfarrvikar. Bald wandte er sich aber seiner heimlichen Liebe, den Naturwissenschaften, zu. Er baute in der kleinen väterlichen Werkstatt einen hölzernen Quadranten, mit dem er die geografische Lage von Altburg ziemlich genau bestimmte. Parallel dazu stellte er Untersuchungen über den Einfluss der Instrumentenfehler an. Als er einen englischen Sextanten von Jesse Ramsden erhielt, konnte er zuverlässigere Messungen und Fehleruntersuchungen durchführen. Diese lieferten den Stoff für seine im Jahre 1795 erschienene Anleitung zur geographischen Ortsbestimmung vorzüglich vermittelst des Spiegelsextanten. Mit dieser Schrift gelang es Bohnenberger nicht nur, eine komplizierte Materie anschaulich aufzuarbeiten, er wurde wegen seiner Ausführungen auch mit einem Mal bekannt. Zur Ausbildung in Astronomie hielt er sich bei Franz Xaver von Zach an der Sternwarte Gotha auf. 1796 erhielt er mit der Berufung zum Adjunkt eine Anstellung an der Sternwarte Tübingen und wurde 1798 außerordentlicher sowie 1803 ordentlicher Professor der Mathematik in Tübingen. 1797 wurde er korrespondierendes Mitglied der Göttinger Akademie der Wissenschaften, 1809 der Bayerischen Akademie der Wissenschaften und 1826 der Preußischen Akademie der Wissenschaften. Seit 1820 war er korrespondierendes Mitglied der Académie des sciences.

### Universität Tübingen zu Zeiten Bohnenbergers
Der Weg Tübingens zu seiner ersten naturwissenschaftlichen Fakultät im heutigen Sinne fällt in die Zeit Bohnenbergers. Bereits die Reformation bescherte der Tübinger Artistenfakultät 1535 eine Professur, deren Inhaber die „Physica“ zu vertreten hatte. Die Stelle diente dem Zweck, den jungen Theologen die aristotelische Naturphilosophie nahezubringen. Einen bedeutenden Beitrag zur Physik im heutigen Sinn hat rückblickend keiner ihrer Inhaber geleistet. Im Jahre 1687 hob man diese Professur zunächst auf, um sie später wieder zu besetzen.
1803 wurden in den Räumen im Schloss Hohentübingen eine Wohnung für den Astronomen Bohnenberger eingerichtet und es wurden zugleich erhebliche Verbesserungen an der Sternwarte vorgenommen. Auch das große Turmzimmer unter dem Observatorium wurde Bohnenberger überlassen. Für ein neues Fernrohr ließ er im Garten vor dem Schloss, wahrscheinlich auf eigene Kosten, einen Rundbau mit drehbarem Dach erbauen. Zuvor hatte dort der Hausmeister eine gutgehende Wirtschaft betrieben.
Das Jahr 1806 brachte mit der Einführung des Königtums das Ende der Universität als einer Korporation, die sich aus ihrer eigenen Gütermasse unterhielt. Sie wurde nun aus der Staatskasse finanziert. Ihr weiterer Ausbau konnte damit den Bedürfnissen experimenteller Fächer wie der Physik eher angepasst werden. Dementsprechend konstruierte und beschaffte Bohnenberger viele neue Geräte.

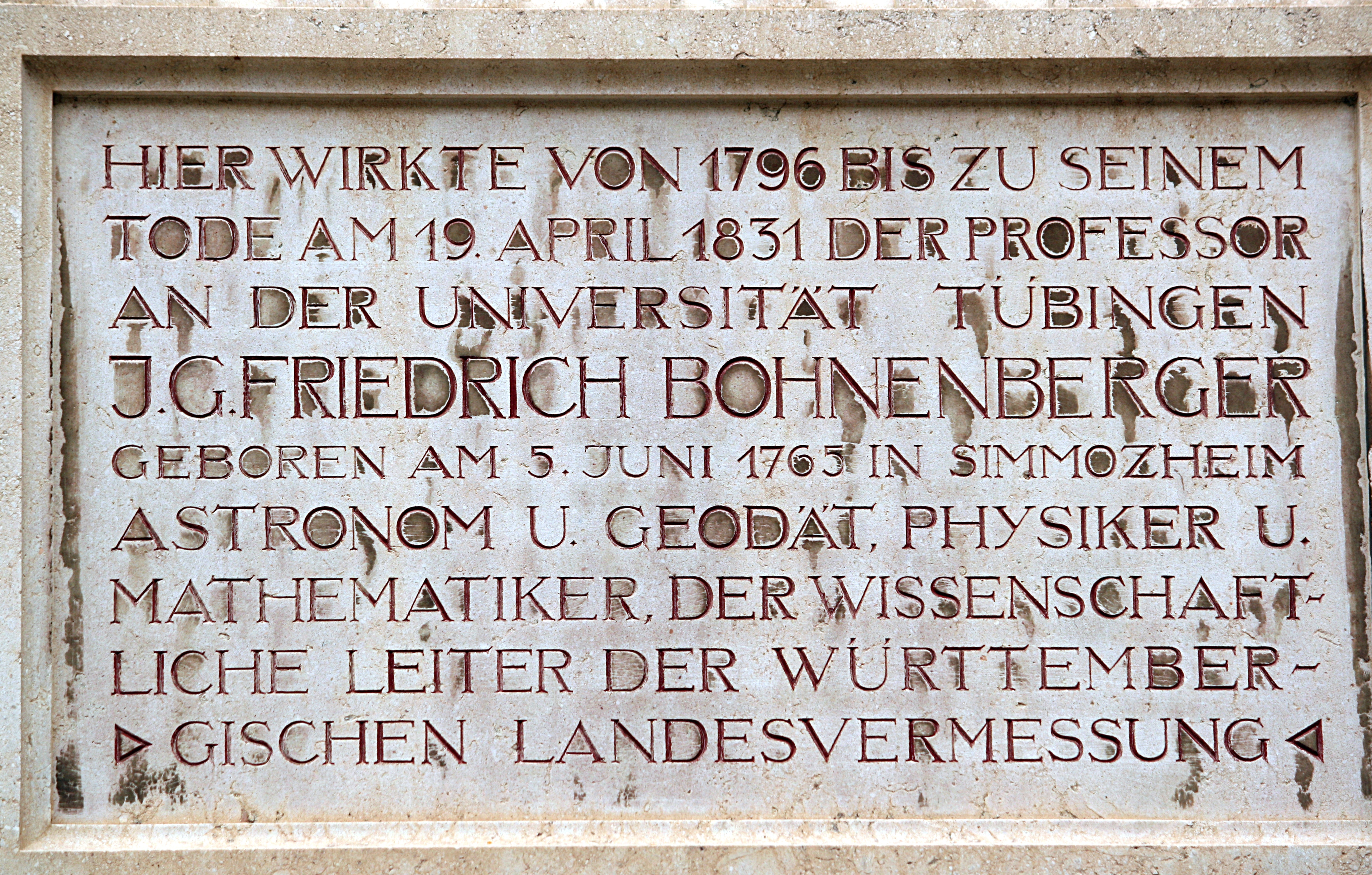
Gedenktafel für Johann Gottlieb Friedrich von Bohnenberger an seiner Wirkungsstätte Schloss Hohentübingen, angebracht im Innenhof des Schlosses

### Nachfolge
Johann Gottlieb Friedrich von Bohnenberger starb am 19. April 1831 in Tübingen nach 33 Jahren als Professor. Als der Begründer der Landesvermessung, Physiker und Astronom starb, reimte man in Tübingen: „Die Sternwarte ist jetzt verwaist / seit Bohnenberger den Himmel selbst bereist.“
1832 wurde der Physiker Johann Gottlieb Christian Nörrenberg als Nachfolger auf Bohnenbergers Lehrstuhl berufen.
Die letzten Reste der Sternwarte hat man 1955 beseitigt und dem Turm anschließend wie früher ein Kegeldach aufgesetzt.

## Tätigkeiten und Erfindungen

### Württembergische Landesvermessung
Johann Gottlieb Bohnenberger suchte durch theoretische Analyse instrumentelle Messfehler zu beheben. Wie Carl Friedrich Gauß, der mit ihm korrespondierte, widmete er späterhin seine Arbeitskraft der Landesvermessung, für die er auch theoretische Grundlagen schuf.
Er leitete von der Festung Hohentübingen aus die wissenschaftliche Vermessung Württembergs. Praktischerweise legte er den Nullpunkt für die Kartierung in sein hoch über der Stadt gelegenes Büro im Nordostturm. Bis heute sind sämtliche württembergischen Flurkarten auf diesen Nullpunkt hin ausgerichtet.
Bohnenberger leitete im Folgenden auch die neue, vollständige Württembergische Landesvermessung mit dem Tübinger Observatorium als Mittelpunkt und einer Grundmesslinie im Ammertal.

### Bohnenberger Maschine / Gyroskop

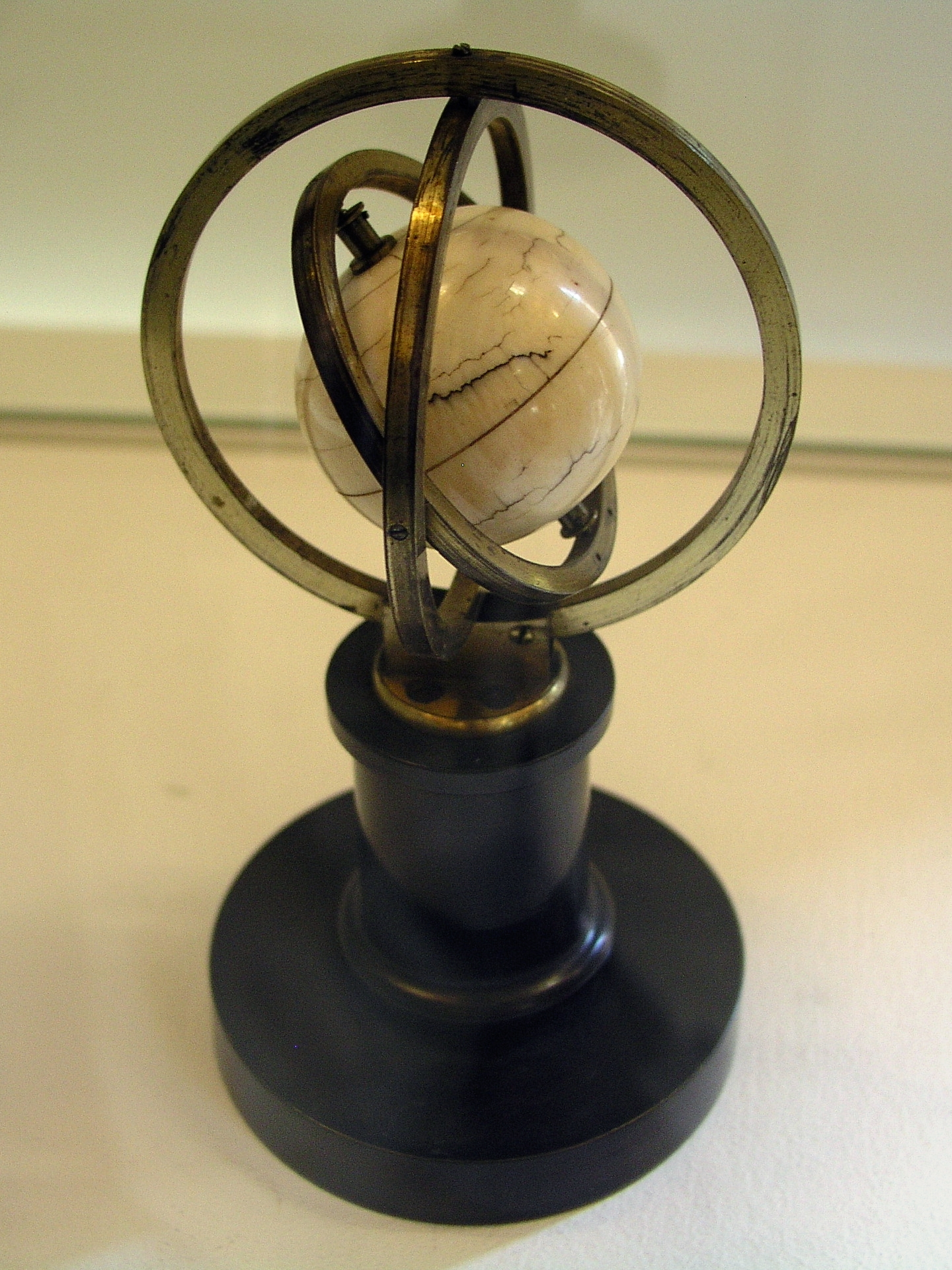
Ca. 1810 angefertigte Maschine von Bohnenberger

Basierend auf der Maschine von Bohnenberger, der Erfindung des kardanisch gelagerten Kreisels durch J. G. F. Bohnenberger (1810), wurde 1852 von Léon Foucault das Gyroskop konstruiert und gefertigt. Bohnenbergers Originalinstrument diente hingegen der Verdeutlichung der bereits im Altertum beobachteten Schlingerbewegung (sogenannte Präzession) der Erdachse.
Heute gebräuchliche Instrumente wie der Kreiselkompass, der Kurskreisel und der künstliche Horizont basieren auf dem Gyroskop von Foucault 1852. Dessen praktische Anwendbarkeit für die Seefahrt wurde erst im Jahr 1907 durch Hermann Anschütz-Kaempfe durch entsprechende Entwicklung und Bau hergestellt. Dass die Zuschreibung der Urheberschaft in technischen Bereichen nicht immer ganz unproblematisch ist, erkennt man daran, dass es zur Originalität der Erfindung des Kreiselkompasses zwischen Anschütz-Kaempfe und Elmer Ambrose Sperry im Jahr 1914 einen Patentstreit gab, bei dem unter anderem Albert Einstein als Patentgutachter tätig wurde.
Im Rahmen einer 2004 gestarteten Satellitenmission Gravity Probe B wird mit extrem genauen Gyroskopen versucht, mehrere, auf Einsteins Theorien basierende Vorhersagen der Raumkrümmung nachzumessen. Dabei ist nicht nur die Raumkrümmung – durch die bloße Existenz der Erde –, sondern besonders die Verzerrung der Raumkrümmung durch die Erdrotation, das sog. Frame-Dragging und damit ein der ursprünglichen Anwendung von Bohnenbergers Erfindung (Präzession) sehr ähnliches Thema, der Untersuchungsgegenstand.
Vier aus dem kardanisch gelagerten Kreisel abgeleitete Drallräder unterstützen z. B. die Lagekontrolle und die Kurskorrekturmanöver der ISS. (Sie wurden im Rahmen von STS-114 repariert.)
Ende 2004 wurde Bohnenbergers älteste erhaltene Maschine, ein aus Messingringen und Elfenbein gefertigtes Gyroskop, in der Physik-Sammlung des Kepler-Gymnasiums in Tübingen gefunden. Der Entdecker war Dr. rer. nat. Alfons Renz, Privatdozent an der Eberhard Karls Universität Tübingen.

### Elektroskop
Eine weitere Erfindung war die eines speziellen, bipolaren Elektroskopes. Im Gegensatz zum Vorgängermodell von Alessandro Volta konnte hiermit durch die Ausrichtung eines Goldplättchens, das zwischen zwei Polen aufgehängt wird, bei der Messung auch die Ausrichtung einer Ladung (Negativ oder Positiv) festgestellt werden.

### Reversionspendel
Bohnenberger wird in mehreren Quellen die Entwicklung des Reversionspendels (nach Prony und vor Kater) nachgesagt.

## Familie
Bohnenberger heiratete 1798 in Altburg Johanna Christine Luz († 1821), eine Tochter des Försters Georg Philipp Luz. Das Paar hatte zwei Söhne und zwei Töchter, darunter:
- Luise Friederike Philippine (* 14. Oktober 1799) ⚭ 1818 Christian Gottlob Gmelin (* 12. Oktober 1792; † 13. Mai 1860), Professor für Chemie.

## Schriften (Auswahl)
- Anleitung zum Gebrauch und zur Berichtigung astronomischer Instrumente. Manuskript. o. O., o. J. (Digitalisat).
- Anleitung zur geographischen Ortsbestimmung vorzüglich vermittelst des Spiegelsextanten. Vandenhök und Ruprecht, Göttingen 1795, (Digitalisat).
- Astronomie. Cotta, Göttingen 1811, (Digitalisat).
- Anfangsgründe der höheren Analysis. Cotta, Göttingen 1812, (Digitalisat).
- Beschreibung einer Maschine zur Erläuterung der Geseze der Umdrehung der Erde um ihre Axe, und der Veränderung der Lage der letztern. In: Tübinger Blätter für Naturwissenschaften und Arzneykunde. Band 3, Nr. 1, 1817, ZDB-ID 501289-2, S. 72–83, (Digitalisat) (Handelt von einer Erfindung Bohnenbergers, des so genannten Bohnenbergerschen Maschinchens, einer Schwungmaschine).
- Zeitschrift für Astronomie und verwandte Wissenschaften. 1816 ff., ZDB-ID 540196-3, (Digitalisate; Bohnenberger gründete diese erste astronomische Fachzeitschrift mit seinem Kollegen Bernhard August von Lindenau und führte sie später zusammen mit Johann Heinrich Ferdinand von Autenrieth.).
- Charte von Schwaben

## Ehrungen
1813 erhielt er das Ritterkreuz des Württembergischen Zivilverdienst-Ordens und dem damit verbundenen persönlichen, nicht vererbbaren Adel. 1818 wurde ihm das Ritterkreuz vom Orden der Württembergischen Krone, verliehen. Der Mondkrater Bohnenberger ist nach ihm benannt.